# D-War
Pour plus de détails, voir Fiche technique et Distribution.
D-War : La Guerre des dragons (hangeul : 디워 ; RR : di-wo ; MR : tiwŏ ; litt. « D-guerre ») est un film sud-coréen réalisé par Shim Hyung-rae, sorti en 2007. Il s'inspire du dragon Imugi de la mythologie coréenne.

## Synopsis
Selon une légende coréenne, de terribles et mystérieuses créatures dévasteront un jour la Terre. Un journaliste est chargé d'enquêter jusqu'au jour où un mystérieux serpent géant fait son apparition avec la volonté de détruire Los Angeles…

## Fiche technique
Sauf indication contraire ou complémentaire, les informations mentionnées dans cette section peuvent être confirmées par la base de données KMDb
- Titre original : 디워
- Titre français : D-War : La Guerre des dragons
- Réalisation et scénario : Shim Hyung-rae
- Musique : Steve Jablonsky
- Direction artistique : Sim Jong-nam
- Photographie : Hubert Taczanowski
- Montage : Aimee Garcia et Chris Mulkey
- Production : Choe Seong-ho et Jeong Tae-sung
- Société de production : Younggu Art
- Société de distribution : Showbox
- Budget : 30-70 milliards de wons[4]
- Pays de production : Corée du Sud
- Langues originales : anglais, coréen
- Format : couleur - 1,85:1 - 35 mm - Dolby Digital
- Genres : action, drame, fantastique
- Durée : 92 minutes[1],[2]
- Dates de sortie :
  - France : 20 mai 2007 (Festival de Cannes)[réf. nécessaire] ; 4 juin 2008 (DVD)
  - Corée du Sud : 1er août 2007

## Distribution
- Jason Behr (VF : Damien Boisseau) : Ethan Kendrick
- Amanda Brooks (VF : Barbara Delsol) : Sarah Daniels
- Craig Robinson (VF : Gilles Morvan) : Bruce
- Robert Forster (VF : Pierre Dourlens) : Jack
- Aimee Garcia (VF : Amélie Gonin)  : Brandy
- Chris Mulkey (VF : Xavier Fagnon) : l'agent Frank Pinsky
- John Ales (VF : Jérôme Berthoud) : l'agent Judah Campbell
- Elizabeth Pena : l'agent Linda Perez
- Billy Gardell : M. Belafonte
- Holmes Osborne : l'hypnotiseur
- NiCole Robinson : la psychiatre
- Geoff Pierson : le secrétaire de la défense
- Cody Arens :  Ethan, jeune
- Kevin Breznahan (en) : le journaliste
- Jody L. Carlson : la mère de Sarah

## Production
Le tournage a lieu, entre septembre et décembre 2004, sur l'île de Jeju, pour accéder le temple Yakcheonsa (en), le rocher Oedolgae, la plage Yongmeori, le littoral de Seopjikoji, la vallée d'Andeok et la cascade Jeongbang (en), et en plein centre-ville de Los Angeles (États-Unis),.

## Distinctions

### Récompenses
- Blue Dragon Awards 2007 : meilleur film des publics[8]
- Grand Bell Awards 2008 : meilleurs effets visuels[8]

### Nomination
- Blue Dragon Awards 2007 : meilleur technique[8]

## Anecdotes
- À part aux festivals de Cannes[réf. nécessaire] et de Gérardmer, ce film n'a jamais été projeté sur les écrans français et est sorti directement en DVD.
- Le film est présent dans la liste des « pires films » sur Allociné[réf. nécessaire].